# Sắt(II) oxalat
Sắt(II) oxalat, hay ferơ oxalat là một hợp chất vô cơ có công thức hóa học FeC2O4. Đây là hợp chất màu vàng nâu, hòa tan kém trong nước.

## Cấu trúc
FeC2O4·2H2O là một polyme phối trí, bao gồm các chuỗi các tâm sắt cầu nối oxalat, mỗi chuỗi có hai phối tử nước.
Khi đun nóng, nó bị mất nước và phân hủy thành hỗn hợp các oxit sắt và kim loại sắt pyrophoric, với sự giải phóng carbon dioxide, cacbon oxit và nước.

## Hợp chất khác
- FeC2O4 còn tạo ra một số hợp chất với NH3, như FeC2O4·2NH3 – chất rắn màu đỏ, D = 1,86 g/cm³.[6]
- FeC2O4 còn tạo ra một số hợp chất với N2H4, như FeC2O4·N2H4 – chất rắn màu vàng[7] hay FeC2O4·2N2H4 – tinh thể vàng nhạt.[8]